# Sortes
Le sens du mot est flou. Il est utilisé à l'époque des invasions barbares, et pourrait désigner une terre allouée aux Barbares par l'Empire romain, ou un impôt sur une terre. Dans tous les cas, l'argent récupéré sert à rétribuer les soldats germains.